# Punduhsari
Punduhsari is een bestuurslaag in het regentschap Wonogiri van de provincie Midden-Java, Indonesië. Punduhsari telt 6034 inwoners (volkstelling 2010).